# Каолак
Каола́к (фр. Kaolack) — місто в західній частині Сенегалу.

## Географія і економіка
Місто Каолак знаходиться на правому березі річки Салум, пріблізімтельно за 100 кілометрів від її гирла, на південний схід від столиці Сенегалу, міста Дакар. Адміністративний центр сенегальській області Каолак.
Каолак є центром вирощування арахісу та його переробки в Сенегалі. До 90 % виробленої тут арахісової пасти йде на експорт. Важливе значення також має місцевий торговий порт.

## Історія
У Середньовіччі Каолак був столицею держави Салум. На початку XVI століття місто називалося Кагоне і було великим торговим центром, який виник навколо священного дерева. У XVII—XVIII століттях цю місцевість заселяли кілька родів загального походження. У цей час відбувалася інтенсивна ісламізація місцевого населення; поклоніння традиційним африканським релігіям, свята яких відзначалися на ближньому острівці Койонг, припинялося. На початку XIX століття вся територія уздовж річки Салум переходить під контроль Франції. З середини того ж століття основний місцевої сільськогосподарською культурою стає арахіс.
На самому початку XX століття Каолак став важливим центром мусульманського ордена Тіджанія. У 1910 році з'являється його відділення (Рибат) в Леоні. Відділення ордена Медіна Мбабба (також звана Медіна I) отримало своє ім'я по одному з місцевих старійшин ордена, Мбабба Нджаай. Друге відділення з мечеттю було відкрито на початку 1930-х років в районі Медина Бає (Медіна II), на північному сході міста. Релігійна громада Тіджанія району Медина Бає розповсюдила вплив далеко за межі Сенегалу і має свої відділення в містах Чикаго (США) і Кано (Нігерія).
У 1911 році через місто пройшла залізнична лінія, яка послужила причиною різкого зростання міського населення (з 5600 жителів в 1925 до 44 000 в 1930 році).

## Населення
За даними на 2013 рік чисельність населення міста становила 182 061 осіб.
Динаміка чисельності населення міста за роками:
| 1988    | 1997    | 2001    | 2002    | 2013    |
| ------- | ------- | ------- | ------- | ------- |
| 150 961 | 199 023 | 243 209 | 172 305 | 182 061 |

## Екологія
Каолак по праву вважається одним з надзвичайно забруднених міст Африки. На вулицях повалені гори сміття, питна вода відсутня, рівень безробіття вкрай високий. По[[|вітря, особливо в літні місяці, сповнене отруйних випарів від розташованих в місті та за його межами гігантських звалищ. Постійні епідемії малярії, холери та жовтої гарячки. Уже в XXI столітті тут мала місце епідемія прокази. Дещо краща екологічна обстановка лише в деяких західних кварталах міста.

## Міста-побратими
- Аоста, Італія
- Мериньяк, Франція

## Галерея

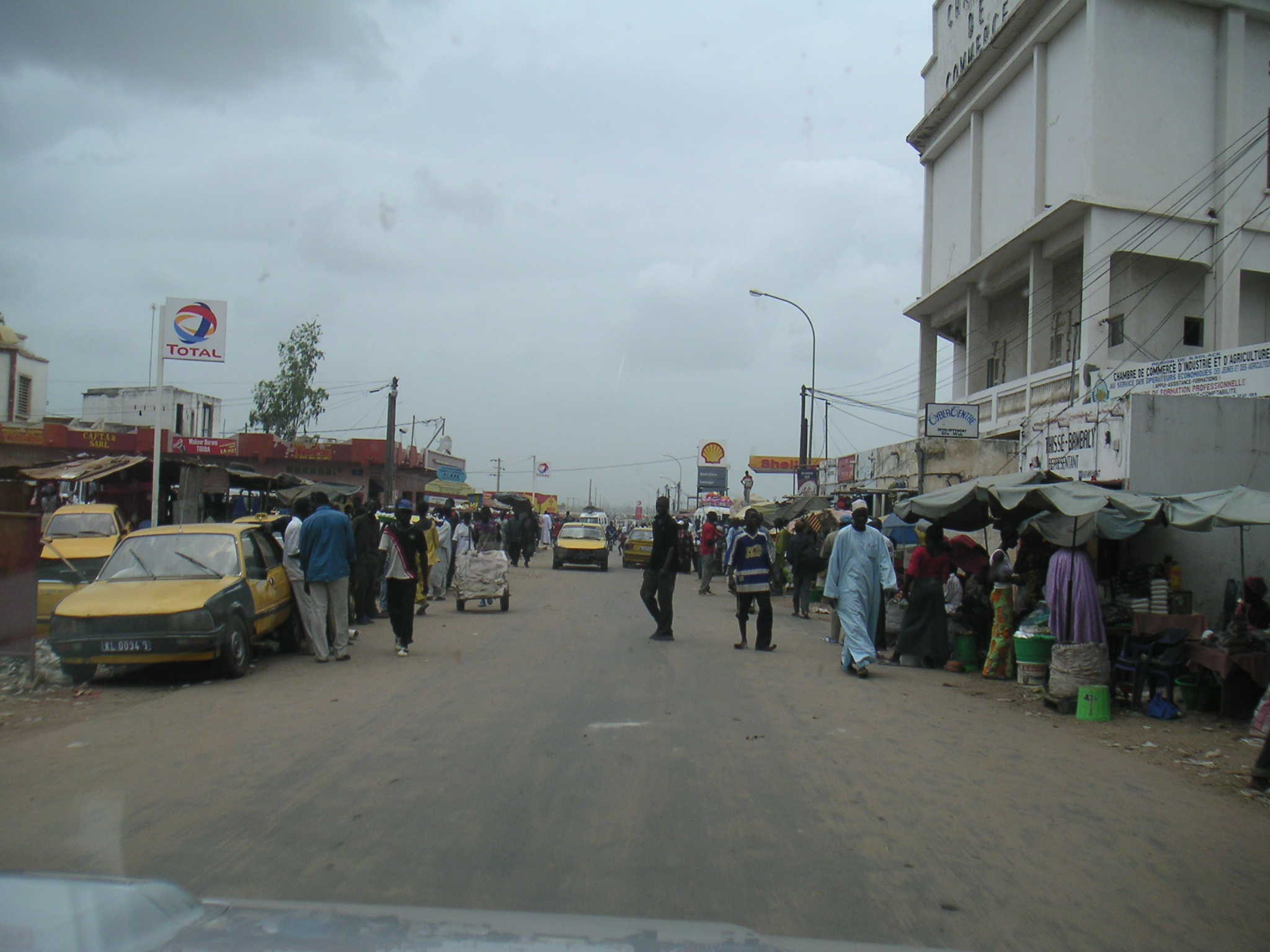
Центральна частина міста
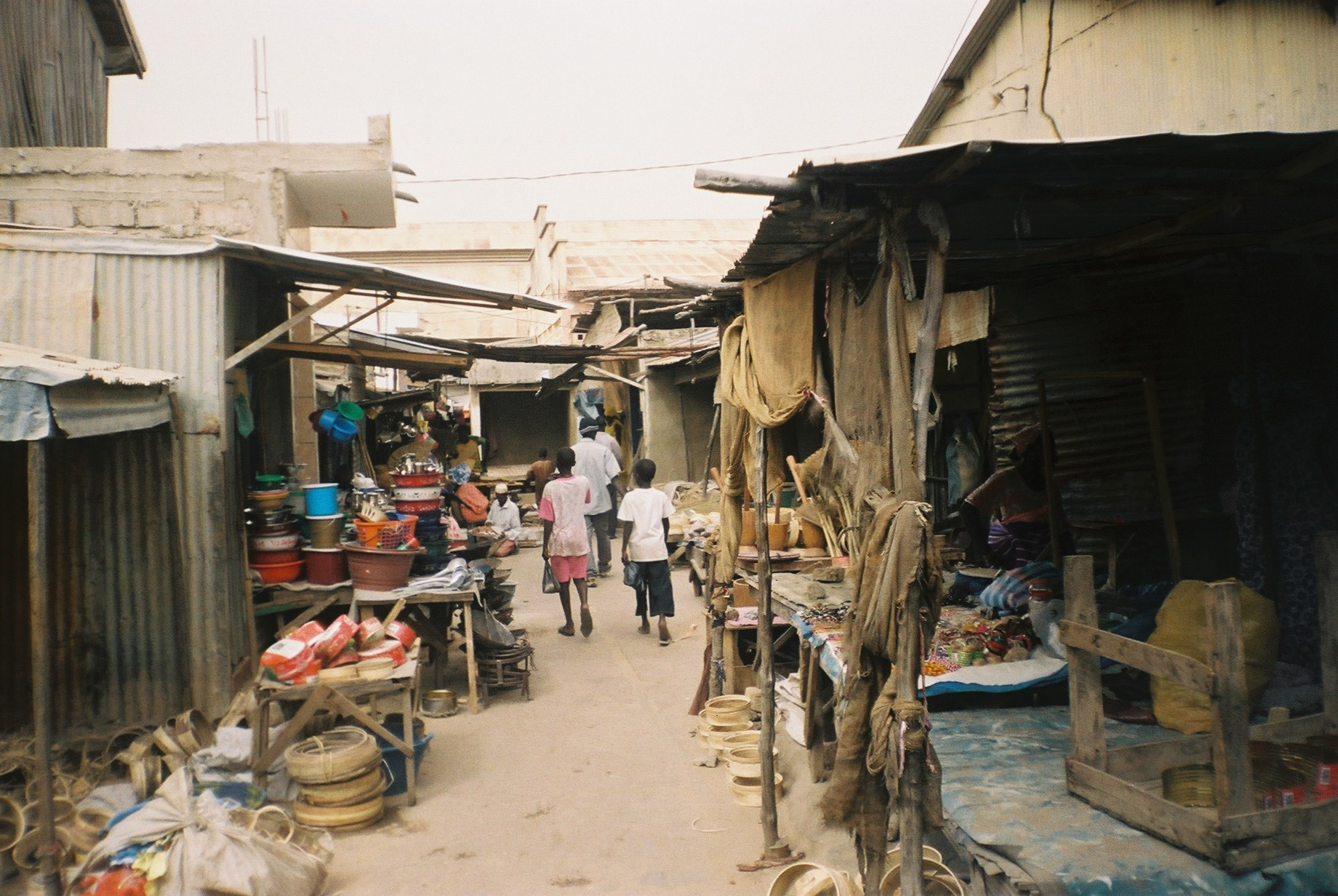
Міський ринок
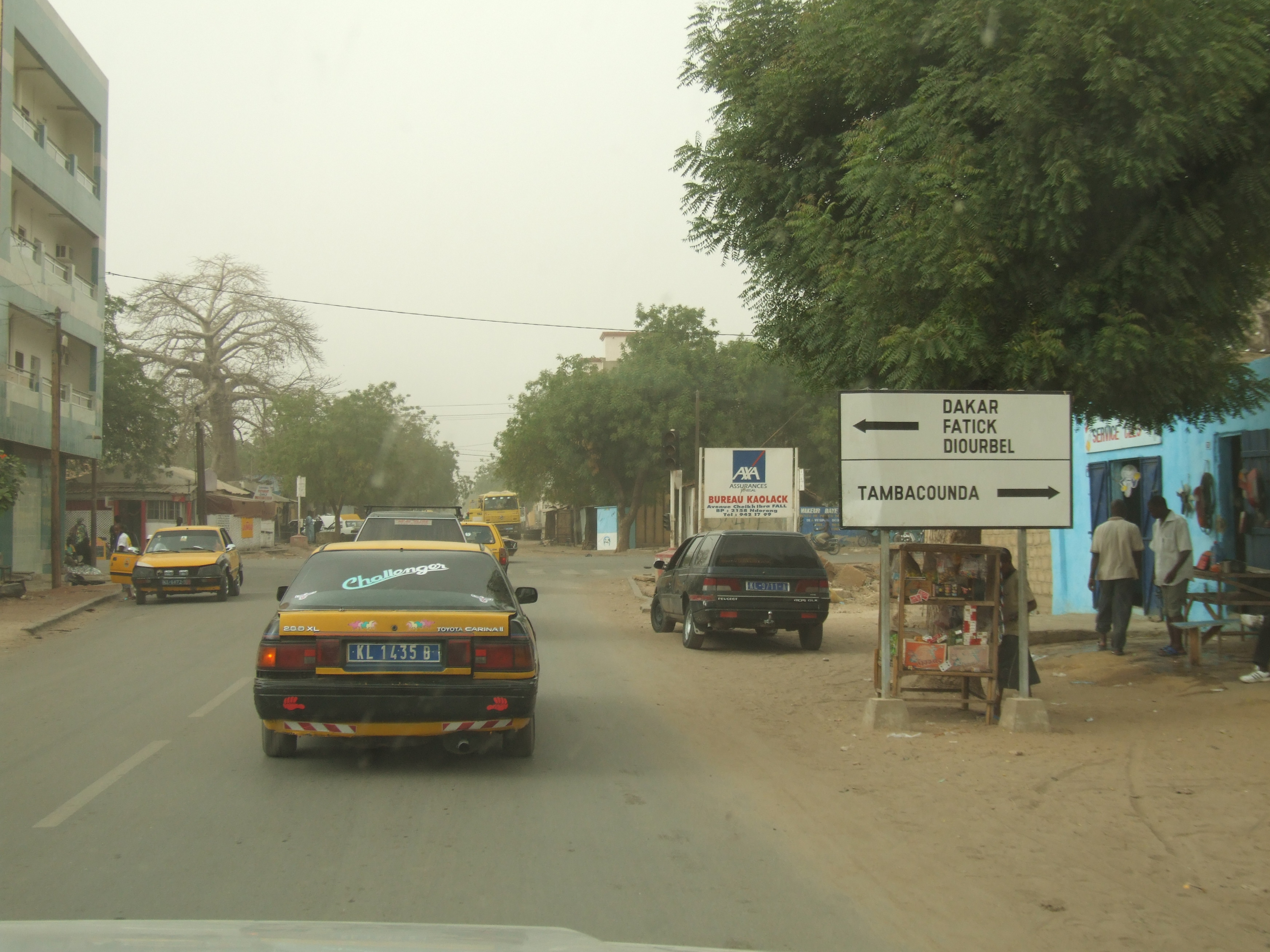
Одна з вулиць